# Primeira Divisão 1978-1979
La Primeira Divisão 1978-1979 è stata la 41ª edizione della massima serie del campionato portoghese di calcio e si è conclusa con la vittoria del Porto, al suo settimo titolo.
Capocannoniere del torneo è stato Fernando Gomes (Porto) con 27 reti.

## Classifica finale
|  |     | Classifica finale 1978-79 | Pt | G  | V  | N  | P  | GF | GS | DR  |
|  | --- | ------------------------- | -- | -- | -- | -- | -- | -- | -- | --- |
|  | 1.  | Porto                     | 50 | 30 | 21 | 8  | 1  | 70 | 19 | +51 |
|  | 2.  | Benfica                   | 49 | 30 | 23 | 3  | 4  | 75 | 21 | +54 |
|  | 3.  | Sporting Lisbona          | 42 | 30 | 17 | 8  | 5  | 46 | 22 | +24 |
|  | 4.  | Braga                     | 37 | 30 | 16 | 5  | 9  | 49 | 35 | +14 |
|  | 5.  | Varzim                    | 32 | 30 | 11 | 10 | 9  | 30 | 29 | +1  |
|  | 6.  | Vitória Guimarães         | 31 | 30 | 12 | 7  | 11 | 44 | 38 | +6  |
|  | 7.  | Vitória Setúbal           | 31 | 30 | 12 | 7  | 11 | 38 | 38 | 0   |
|  | 8.  | Belenenses                | 29 | 30 | 10 | 9  | 11 | 47 | 43 | +4  |
|  | 9.  | Boavista                  | 27 | 30 | 12 | 3  | 15 | 36 | 40 | -4  |
|  | 10. | Marítimo                  | 27 | 30 | 11 | 5  | 14 | 36 | 37 | -1  |
|  | 11. | Estoril Praia             | 26 | 30 | 8  | 10 | 12 | 24 | 42 | -18 |
|  | 12. | Beira-Mar                 | 24 | 30 | 11 | 2  | 17 | 44 | 56 | -12 |
|  | 13. | Famalicão                 | 24 | 30 | 9  | 6  | 15 | 30 | 45 | -15 |
|  | 14. | Barreirense               | 22 | 30 | 8  | 6  | 16 | 24 | 45 | -21 |
|  | 15. | Académica                 | 18 | 30 | 5  | 8  | 17 | 20 | 41 | -21 |
|  | 16. | Académico de Viseu        | 11 | 30 | 5  | 1  | 24 | 13 | 75 | -62 |

### Verdetti
- Porto campione di Portogallo 1978-79 e qualificato alla Coppa dei Campioni 1979-1980.
- Boavista vincitore della Taça de Portugal 1978-1979 e qualificato in Coppa delle Coppe 1979-1980.
- Benfica e Sporting CP qualificati in Coppa UEFA 1979-1980.
- Famalicão, Barreirense, Académica de Coimbra e Viseu retrocesse in Segunda Divisão.

### Record
- Maggior numero di vittorie:  Benfica (23)
- Minor numero di sconfitte:  Porto (1)
- Miglior attacco:  Benfica (75 gol segnati)
- Miglior difesa:  Porto (19 gol subiti)
- Miglior differenza reti:  Benfica (+54)
- Maggior numero di pareggi:  Varzim,  Estoril Praia (10)
- Minor numero di pareggi:  Académico de Viseu (1)
- Minor numero di vittorie:  Académica,  Académico de Viseu (5)
- Maggior numero di sconfitte:  Académico de Viseu (24)
- Peggior attacco:  Académico de Viseu (13 gol segnati)
- Peggior difesa:  Académico de Viseu (75 gol subiti)
- Peggior differenza reti:  Académico de Viseu (-62)